# Петар Марш
Петар Марш (Крагујевац, 1940) српски је књижевник, новинар, радијски водитељ, машински инжењер, сатиричар и сценариста. Познат је под псеудонимима „Пеца Петровић“, „Чика Пеца“ итд.
Један је од оснивача Студија Б и аутор култне радијске емисије „Пеца и деца“ која је трајала двадесет година. Живи у Београду.

## Биографија

### Инжењерска каријера
Дипломирао је на Машинском факултету у Београду, област термотехника нуклеарних реактора. У инжењерској каријери се специјализовао за грејању и климатизацију, прво као конструктор, затим као руководилац радова на извођењу и пројектант.
Био је дванаест година технички директор предузећа „Водотерма“, Београд које је имало преко 1.000 радника.

### Медијска и књижевна каријера
Новинарско-водитељску и књижевну каријеру почео је као студент, 1960-тих у Феријалном савезу. За часопис Феријалац за рубрику Хумор, уређивао је и писао чланке, хумореске и сценарије за хумористичке стрипове Лази Средановићу и друге прилоге. У феријалном кампу у Макарској четири године је водио разгласну станицу оглашавану као „Феријални јавни сервис Радио телевизија Горан – Макарска“.
Од 1970. био је један је од оснивача и деценијски водитељ емисија београдске станице Студио Б. Осим познате дечје емисије „Пеца и деца“, уређивао је и водио емисије из области културе „Огледало“, као и недељни вишечасовни спортски програм „СОС - Све О Спорту“ где су гостовали културни ствараоци - књижевници, глумци, сликари, вајари, ТВ аутори, оперски певачи, интерпретатори народне и забавне музике, као и домаћи и светски спортисти, као што су Стјепан Бобек, Драган Џајић, Ненад Стекић, Рикардо Замора, Михаил Таљ, Пеле... Као сарадник Радио Југославије, водио је емисије „БИМ - Бизнис, Информације, Музика“ и „Сви смо исте горе лист“, намењене слушаоцима из дијаспоре.
Написао је више од хиљаду и пет стотина песама за децу, које су годинама читане сваког јутра на радију Студио Б. Многе од њих су компоноване и извођене на музичким фестивалима. Аутор је и текста химне наше фудбалске репрезентације „Плави, напред плави“ коју је компоновао Борис Бизетић. Композитор Данило Даниловић Данилушка, на Маршове текстове о словима српске азбуке 2000. компонује мјузикл „Музичка азбука“, а 2008. заједнички реализују пројекте навијачке химне „Напред, Србија!“ и баладе „Заљубљен у Србију“.
Сценариста је 20 цртаних филмова по својим „Причама из чудне шуме“ у продукцији ТВ „СОС канала“, Београд.
Осмислио је бренд 1977. „Слатка азбука“ који је реализовала фабрика чоколаде „Банат“ из Вршца. Био је аутор свих садржаја који су се емитовали на дечјем телефонском броју 9843 од 1993. до 2003. године. Био је покретач и главни уредник првог таблоида у пуном колору за децу Хоћу-нећу 1997. године.
Осим штампаних збирки песама, у електронским медијима и на живим наступима емитоване су и објављиване његове збирке поезије за децу: Књиге песама за основце - за први, други, трећи и четврти разред, Песме о зубима Зубологија, Промукле песме, Чвороскоп - дечји хороскоп, Бајке за све који хоће да пајке, Змајеви и змајарење и друге.

## Награде и признања
- Специјална похвала за бренд „Слатка азбука“ на Изложби проналазаштва 1980.
- Награда „Доситејево перо“ - За децу млађег узраста: за књигу песама Срећна Нова година (2007)[3]
- Звање Витез од духа и хумора (Гашин сабор, 2018), додељују Центар за уметност стрипа Београд при Удружењу стрипских уметника Србије и Дечји културни центар Београд[4]